# Zubin Mehta

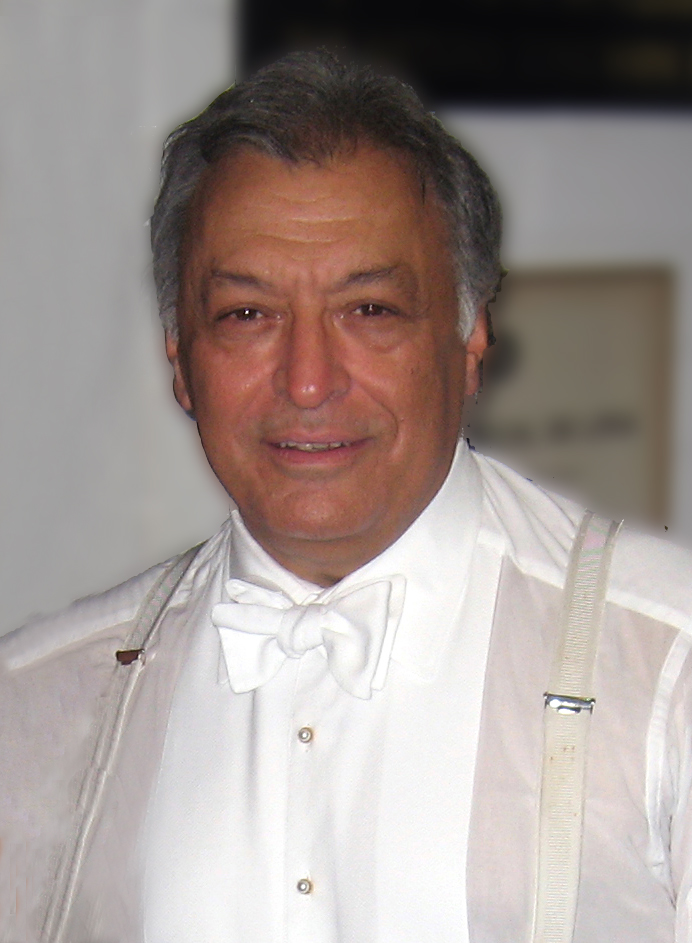
Zubin Mehta (2007)

Zubin Mehta (* 29. April 1936 in Bombay, heute Mumbai) ist ein indischer Dirigent. Der vielseitig und international tätige Künstler war u. a. von 1962 bis 1978 Chefdirigent des Los Angeles Philharmonic, von 1978 bis 1991 Chefdirigent der New Yorker Philharmoniker, von 1998 bis 2006 Generalmusikdirektor der Bayerischen Staatsoper und ist seit 2014 Ehrendirigent der Staatskapelle Berlin. Von 1977 bis 2019 war er zudem Chefdirigent des Israel Philharmonic Orchestra.

## Leben

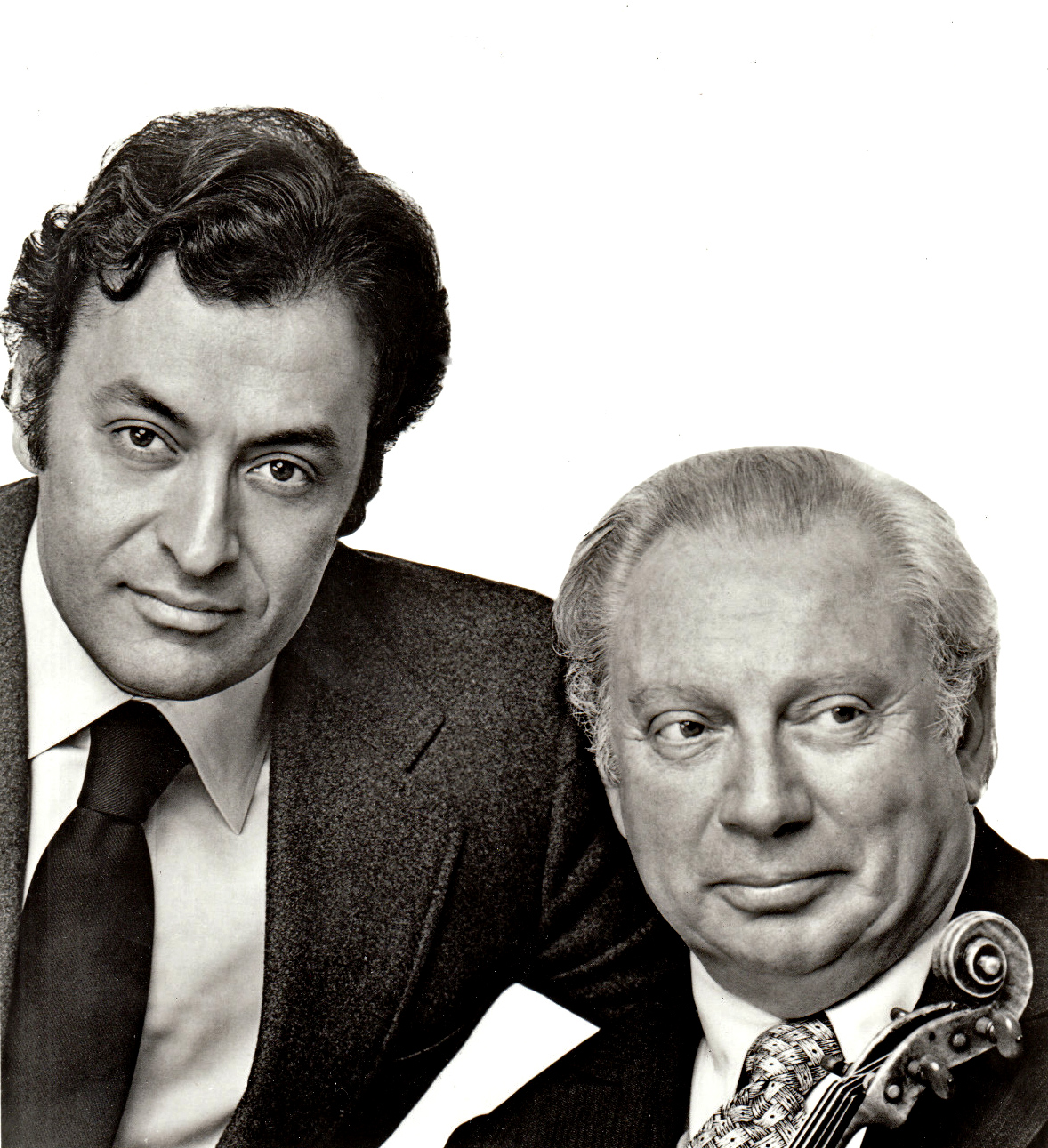
Mehta (links) mit dem Violinisten Isaac Stern (1980)

Mehta entstammt der Ethnie der Parsen. Er wuchs in einer vermögenden zoroastrischen Musikerfamilie Zentralindiens auf und hat einen jüngeren Bruder. Im Alter von sieben Jahren erhielt er den ersten Geigen- und Klavierunterricht und wurde früh mit der europäisch-klassischen Musik vertraut. Er besuchte während der ersten fünf Schuljahre (1942–1946) die private „Campion School“ Bombay unter Leitung von Jesuiten-Priestern. Sein einziges sportliches Interesse galt dem Cricket. Im Jahr 1947 trat Mehta in die St. Mary’s High School in Mumbai ein, wo er vier Jahre später seine Hochschulreife erlangte. 
Als Schüler seines Vaters Mehli Mehta, eines Geigenvirtuosen, der viele Jahre in den USA verbrachte, dirigierte er mit 16 Jahren erstmals das Symphonieorchester von Bombay. Auf Wunsch seiner Eltern begann er ein Medizinstudium am St. Xavier’s College der University of Mumbai. Nach zwei Semestern konzentrierte er sich jedoch ganz auf die Musik. Mit 18 Jahren kam er nach Wien und belegte an der Wiener Musikakademie die Fächer Klavier, Komposition und Kontrabass. Bei Hans Swarowsky absolvierte er eine Dirigentenausbildung.
1958 gewann er den Internationalen Dirigentenwettbewerb von Liverpool und wurde dort stellvertretender Kapellmeister. Als Mittzwanziger hatte er bereits die Wiener und die Berliner Philharmoniker, denen er bis heute verbunden ist, dirigiert. In den USA belegte er beim Wettbewerb in Tanglewood/Massachusetts den zweiten Platz. Zu dieser Zeit lernte er auch den Leiter des Boston Symphony Orchestra, Charles Münch, kennen, der großen Einfluss auf seine weitere Karriere hatte. 1960 debütierte Mehta beim New York Philharmonic Orchestra, dem Philadelphia Orchestra sowie beim Orchestre symphonique de Montréal, dessen Chef er von 1962 bis 1966 war.

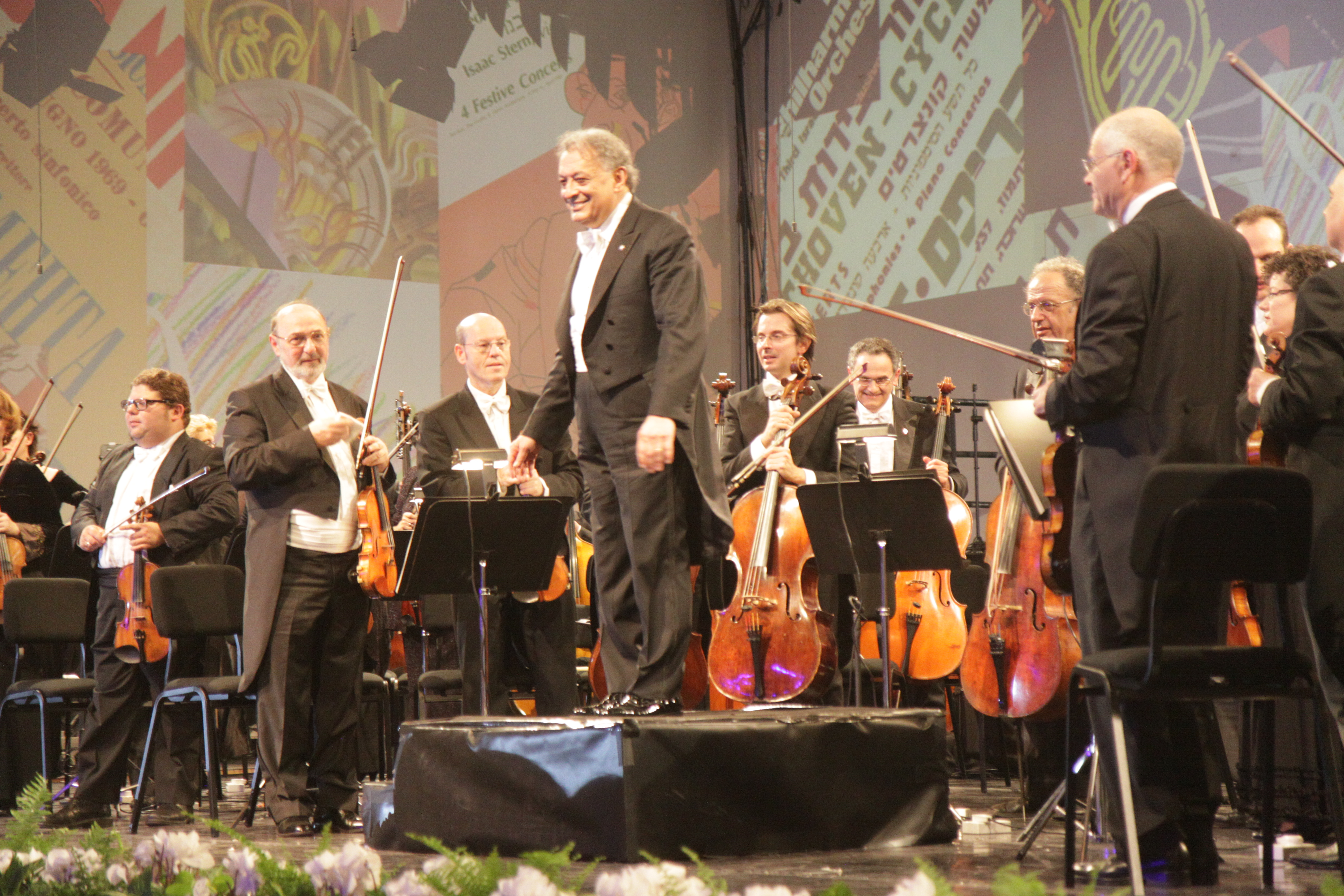
Mehta mit dem IPO beim 75. Jubiläum des Orchesters in Tel Aviv (2011)

Mehta war von 1962 bis 1978 Musikdirektor des Los Angeles Philharmonic. 1969 wurde er außerdem musikalischer Berater des Israel Philharmonic Orchestra (IPO), wo man ihn 1977 zum Chefdirigenten und 1981 zum Musikdirektor auf Lebenszeit ernannte. Mehta kündigte an, die Leitung des IPO 2019, 50 Jahre nach dem Beginn seiner Arbeit mit dem IPO, an Lahav Shani abzugeben. 1978 wurde er Musikdirektor des New York Philharmonic Orchestra und blieb 13 Jahre lang, bis er von Kurt Masur abgelöst wurde. Von 1985 bis 2017 war er Chefdirigent des Maggio Musicale in Florenz.
Als Operndirigent arbeitete Mehta in Montréal, an der Metropolitan Opera in New York, an der Wiener Staatsoper, an der Staatsoper Unter den Linden Berlin, an der Bayerischen Staatsoper, am Londoner Royal Opera House Covent Garden, an der Mailänder Scala und den Opernhäusern von Montréal, Chicago, Berlin (Deutsche Oper) und Florenz sowie bei den Salzburger Festspielen. Mit Turandot in der Verbotenen Stadt und Tosca in Rom führte er zwei Operngroßprojekte an Originalschauplätzen auf.
Von September 1998 bis 2006 war Mehta Generalmusikdirektor an der Bayerischen Staatsoper.
Mehta dirigierte fünfmal das Neujahrskonzert der Wiener Philharmoniker im Wiener Musikverein, erstmals 1990 in Nachfolge von Carlos Kleiber, dann in den Jahren 1995, 1998, 2007 und 2015.

## Familie

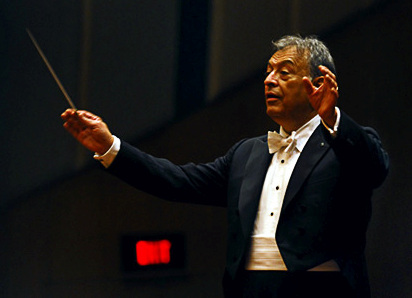
Mehta dirigiert das IPO bei einem Konzert anlässlich des 100. Geburtstags seines Vaters im NCPA Mumbai (2008)

Mehta ist seit dem 19. Juli 1969 mit der Schauspielerin Nancy Kovack verheiratet. Aus erster Ehe mit Carmen Lasky stammen zwei erwachsene Kinder. Sein Sohn Mervon Mehta ist Vizepräsident des Kimmel Centers in Philadelphia.
Schon sein Vater Mehli Mehta war ein prominenter Konzertgeiger, Geigenlehrer und Dirigent, der das Bombay Symphony Orchestra und ein Streichquartett gründete.
Sein Vetter Dady Mehta ist Pianist, dessen Sohn Bejun Mehta ist ein weltweit bekannter Countertenor.

## Diskografie (Auswahl)

### Studioalben
| Jahr | Titel                                           | Höchstplatzierung, Gesamtwochen, AuszeichnungChartplatzierungen (Jahr, Titel, Platzierungen, Wochen, Auszeichnungen, Anmerkungen) | Höchstplatzierung, Gesamtwochen, AuszeichnungChartplatzierungen (Jahr, Titel, Platzierungen, Wochen, Auszeichnungen, Anmerkungen) | Höchstplatzierung, Gesamtwochen, AuszeichnungChartplatzierungen (Jahr, Titel, Platzierungen, Wochen, Auszeichnungen, Anmerkungen) | Anmerkungen                                                                          |
| Jahr | Titel                                           | DE | AT | CH | Anmerkungen                                                                          |
| ---- | ----------------------------------------------- | --- | --- | --- | ------------------------------------------------------------------------------------ |
| 1995 | New Year’s Concert 1995                         | — | AT— GoldAT | — | Erstveröffentlichung: Januar 1995                                                    |
| 1998 | Neujahrskonzert 1998                            | — | AT15 Gold · (9 Wo.)AT | — | Erstveröffentlichung: Januar 1998 mit Wiener Philharmoniker                          |
| 2007 | Neujahrskonzert 2007                            | DE40 (4 Wo.)DE | AT1 ×2Doppelplatin · (19 Wo.)AT                                                                                                   | CH48 (4 Wo.)CH | Erstveröffentlichung: Januar 2007 mit Wiener Philharmoniker                          |
| 2008 | Chopin – The Piano Concertos                    | DE86 (4 Wo.)DE | — | — | Erstveröffentlichung: November 2008 mit Wiener Philharmoniker & Lang Lang            |
| 2014 | Timeless – Brahms & Bruch: Violin Concertos     | DE11 Gold · (13 Wo.)DE | AT9 (8 Wo.)AT | CH25 (9 Wo.)CH | Erstveröffentlichung: Oktober 2014 mit David Garrett & Israel Philharmonic Orchestra |
| 2015 | New Year’s Concert – Neujahrskonzert 2015       | DE22 (5 Wo.)DE | AT1 ×2Doppelplatin · (25 Wo.)AT                                                                                                   | CH8 (4 Wo.)CH | Erstveröffentlichung: Januar 2015 mit Wiener Philharmoniker                          |
| 2015 | Sommernachtskonzert 2015 – Summer Night Concert | — | AT31 (2 Wo.)AT | — | Erstveröffentlichung: Mai 2015 mit Wiener Philharmoniker & Rudolf Buchbinder         |

### Die 3 Tenöre
| Jahr | Titel           | Höchstplatzierung, Gesamtwochen, AuszeichnungChartplatzierungen (Jahr, Titel, Platzierungen, Wochen, Auszeichnungen, Anmerkungen) | Höchstplatzierung, Gesamtwochen, AuszeichnungChartplatzierungen (Jahr, Titel, Platzierungen, Wochen, Auszeichnungen, Anmerkungen) | Höchstplatzierung, Gesamtwochen, AuszeichnungChartplatzierungen (Jahr, Titel, Platzierungen, Wochen, Auszeichnungen, Anmerkungen) | Höchstplatzierung, Gesamtwochen, AuszeichnungChartplatzierungen (Jahr, Titel, Platzierungen, Wochen, Auszeichnungen, Anmerkungen) | Höchstplatzierung, Gesamtwochen, AuszeichnungChartplatzierungen (Jahr, Titel, Platzierungen, Wochen, Auszeichnungen, Anmerkungen) | Anmerkungen |
| Jahr | Titel           | DE | AT | CH | UK | US | Anmerkungen |
| ---- | --------------- | --- | --- | --- | --- | --- | --- |
| 1990 | In Concert      | DE3 Platin · (102 Wo.)DE | AT2 ×2Doppelplatin · (23 Wo.)AT                                                                                                   | CH10 Gold · (16 Wo.)CH | UK1 ×5Fünffachplatin · (82 Wo.)UK                                                                                                 | US35 ×3Dreifachplatin · (100 Wo.)US                                                                                               | Erstveröffentlichung: August 1990 · mit Luciano Pavarotti, Plácido Domingo & José Carreras; US: ×5Fünffachplatin (Videoalbum) |
| 1994 | In Concert 1994 | DE2 (48 Wo.)DE | AT1 ×2Doppelplatin · (22 Wo.)AT                                                                                                   | CH3 Platin · (22 Wo.)CH | UK1 ×2Doppelplatin · (28 Wo.)UK                                                                                                   | US4 Platin · (33 Wo.)US | Erstveröffentlichung: August 1994 · mit Luciano Pavarotti, Plácido Domingo & José Carreras; US: ×5Fünffachplatin (Videoalbum) |

### Videoalben
- 2015: New Year’s Concert – Neujahrskonzert 2015 (AT: Gold (Videoalbum))

## Auszeichnungen (Auswahl)
- 1966 Padma Bhushan
- 1975 Komtur, 1991 Großoffizier und 1996 Großkreuz des Verdienstordens der Italienischen Republik
- 1975 erhielt er einen Stern auf der Sternenkarte von Frank Zappas Album One Size fits All.
- 1981 Musikdirektor auf Lebenszeit des Israel Philharmonic Orchestra[8]
- 1991 erhielt er als erster Nicht-Israeli den Israel-Preis.
- Zubin Mehta ist Ehrenbürger von Florenz und Tel Aviv sowie seit 1997 Ehrenmitglied der Wiener Staatsoper.
- 1993/94 erhielt er den Premio Abbiati
- 1997 erhielt er das Große Silberne Ehrenzeichen für Verdienste um die Republik Österreich[9]
- Er erhielt 1999 aus den Händen von Leah Rabin den Preis für Frieden und Toleranz der Vereinten Nationen.
- Kommandeur des Arts et des Lettres 2001
- Goldenes Ehrenzeichen der Stadt Wien 2001
- „Pro meritis scientiae et litterarum“ 2001
- Im Januar 2001 wurde ihm von der indischen Regierung der Padma Vibhushan verliehen.
- Im April 2001 wurde er von Staatspräsident Jacques Chirac in die Französische Ehrenlegion aufgenommen und von den Wiener Philharmonikern zum Ehrenmitglied ernannt. Am 1. Januar 2007 dirigierte er deren international ausgestrahltes Neujahrskonzert bereits zum vierten Mal.
- Anfang 2004 ehrten ihn die Münchner Philharmoniker mit der Ehrenmitgliedschaft.

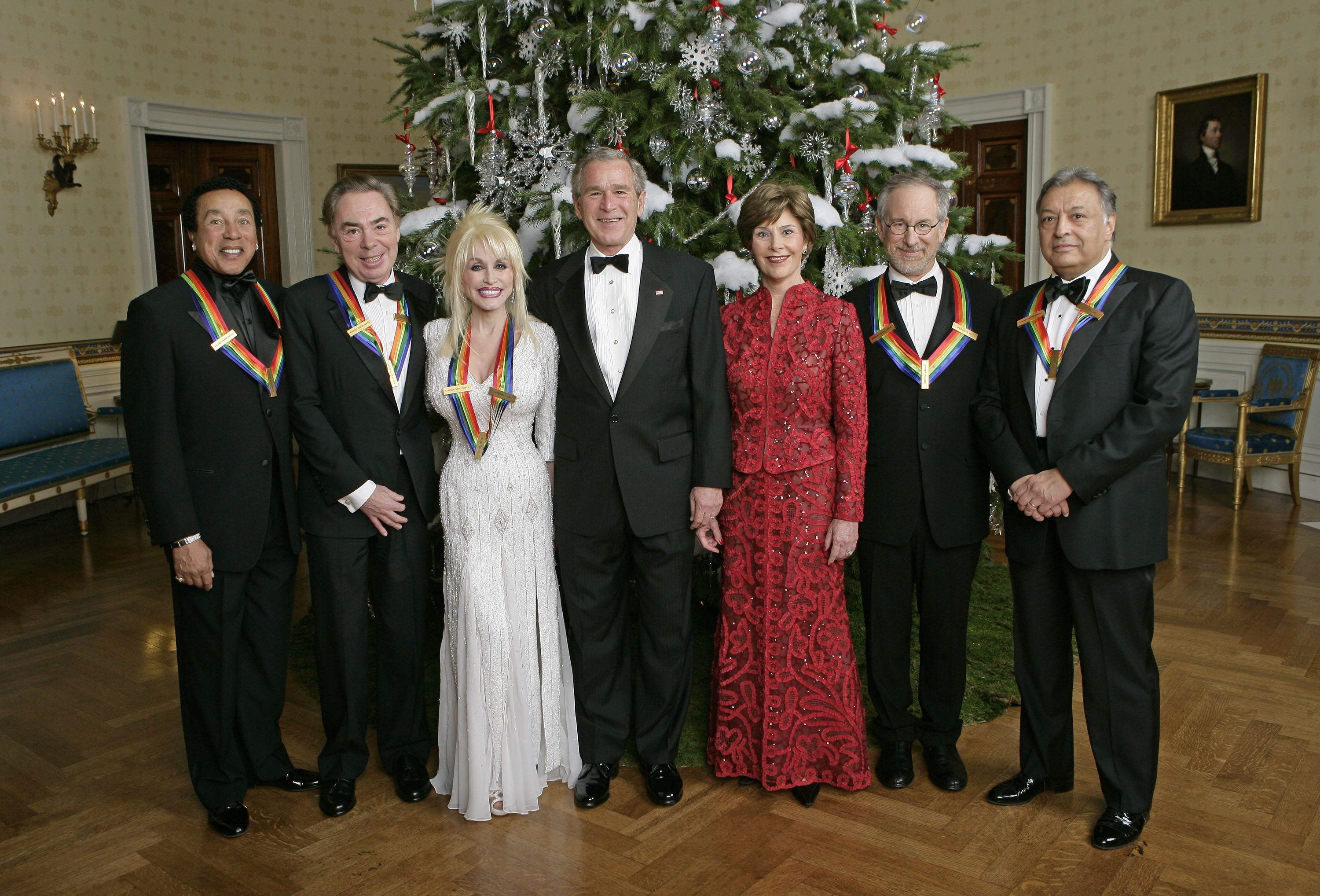
Mehta bei der Verleihung des Kennedy-Preises 2006 mit weiteren Preisträgern (Smokey Robinson, Andrew Lloyd Webber, Dolly Parton, Steven Spielberg), US-Präsident George W. Bush mit Ehefrau (Mitte)

- Am 28. Juli 2006 ernannte ihn das Bayerische Staatsorchester zum Ehrenmitglied der Musikalischen Akademie.
- Bei seiner letzten Vorstellung als Bayerischer Generalmusikdirektor am 31. Juli 2006 wurde er zum Ehrenmitglied der Bayerischen Staatsoper ernannt.
- 2006 Medaille „München leuchtet – Den Freunden Münchens“ in Gold
- Kennedy-Preis 2006
- Bayerischer Verdienstorden
- Verleihung der Ehrenmitgliedschaft der Gesellschaft der Musikfreunde in Wien am 11. November 2007
- Praemium Imperiale 2008
- Bayerischer Maximiliansorden für Wissenschaft und Kunst 2008
- Österreichisches Ehrenkreuz für Wissenschaft und Kunst I. Klasse 2011
- Echo Klassik für sein Lebenswerk 2011[10]
- Wilhelm-Furtwängler-Preis 2011
- 2012 Bundesverdienstkreuz[11]
- 2012 „President’s Medal of Distinction“, höchste zivile Auszeichnung Israels
- Am 6. September 2013 den Tagore Award der indischen Regierung durch den indischen Präsidenten Pranab Mukherjee[12]
- 2013: Pro-Arte-Europapreis des Herbert-Batliner-Europainstituts[13]
- Beim Konzert der Staatskapelle Berlin am 10. Februar 2014 wurde er zum Ehrendirigenten ernannt.
- 2016: Österreichischer Musiktheaterpreis – Preis für das Lebenswerk[14]
- 2024: Goldene Ehrenmünze der Landeshauptstadt München[15]